# Johanniter Ridderskapet i Finland
Johanniterna i Finland är ett så kallat kommanderi under den tyska Johanniterorden Balliet Brandenburg. I Finland grundades organisationen år 1950 och infördes i föreningsregistret som Johanniter Ridderskapet i Finland rf år 1951.
Antalet riddare i Finland är dryga 180. Johanniterna i Finland är främst aktiva med första hjälpen-utbildningar, krishjälpsverksamhet, Estlandshjälpen och ambulansverksamhet.. 
Johanniterorden är en evangelisk-luthersk orden. Malteserorden är Johanniternas katolska systerorganisation med samma ursprung från år 1099. Kännetecknet för Johanniterorden är ett vitt åttauddigt kors. Symbolen togs i bruk under tiderna för korstågen och används fortfarande. 
Johanniterhjälpen i Finland rf är en oberoende och obunden hjälporganisation som lyder under Johanniterorden. Världen över används devisen Att hjälpa din nästa i välgörenhetsverksamhet.  
Bland kommendatorerna, dvs ordförande för Johanniterna i Finland märks professor Nils Oker-Blom.